# ColorOS
ColorOS là một giao diện người dùng (user interface) dựa trên hệ điều hành Android và được phát triển và chạy trên các điện thoại thông minh của OPPO và thương hiệu con Realme. Phiên bản mới nhất là ColorOS 15, dựa trên Android 15
Từ tháng 1 năm 2020, Realme đã phát triển giao diện riêng mang tên Realme UI, thừa hưởng những gì tốt nhất trên ColorOS 7 và Android 10.
Phiên bản mới nhất ColorOS 13 đã ra mắt trên toàn cầu ngày 18/8/2022. Giao diện dựa trên Android 13 và mang đến ngôn ngữ thiết kế sạch sẽ, toàn diện với hiệu suất mượt mà hơn.
ColorOS 13 bổ sung nhiều tính năng phong phú giúp tăng năng suất hàng ngày của bạn cũng như giúp đạt được sự cân bằng giữa công việc và cuộc sống tốt hơn. Với sự ra mắt này, OPPO chính thức tung ra ColorOS 13 dành cho người dùng toàn cầu, trở thành một trong những OEM đầu tiên chạy trên Android 13.

## Lịch sử phiên bản
Các phiên bản đầu của Color OS có giao diện giống và thao tác tương tự iOS của Apple iPhone, từ bố trí thanh trạng thái, giao diện quay số, Trung tâm kiểm soát Control Center kéo lên từ dưới màn hình và hình ảnh các icon ứng dụng. Các phiên bản ColorOS hiện đại đã thoát khỏi cái bóng của iOS để tạo cho mình một phong cách riêng.
| Tên phiên bản | Dựa trên Android     | Năm phát hành        | Ghi chú |
| ------------- | -------------------- | -------------------- | --- |
| ColorOS 1.0   |                      | 23 tháng 9 năm 2013  | |
| ColorOS 2.1   | Android Lollipop     |                      | |
| ColorOS 3.0   | Android 5.1 Lollipop | 17 tháng 3 năm 2016  | theo nhà phát triển thì nó nhanh hơn 25% so với ColorOS 2.1 |
| ColorOS 3.1   | Android Nougat       |                      | |
| ColorOS 3.2   | Android 7.1          |                      | |
| ColorOS 5.0   | Android Oreo         |                      | |
| ColorOS 5.1   | Android Oreo         |                      | |
| ColorOS 6.0.1 | Android 9 Pie        |                      | |
| ColorOS 7.0   | Android 10           | 20 tháng 11 năm 2019 | Oppo đã có rất nhiều cải tiến và thay đổi mới nhằm tối ưu hơn trải nghiệm sử dụng cũng như giúp người dùng mới dễ dàng làm quen hơn. Phiên bản này cũng góp phần hoàn thiện những chức năng trên ColorOS 6 còn thiếu sót |
| ColorOS 11    | Android 11           | 14 tháng 9 năm 2020  | |
| ColorOS 12    | Android 12           | 11 tháng 10 năm 2021 | |
| ColorOS 13    | Android 13           | 18 tháng 8 năm 2022  | |
| ColorOS 14    | Android 14           | 16 tháng 11 năm 2023 | |